# Saint-Germain-sur-Eaulne
Saint-Germain-sur-Eaulne település Franciaországban, Seine-Maritime megyében. Lakosainak száma 226 fő (2022. január 1.). Saint-Germain-sur-Eaulne Bouelles, Le Caule-Sainte-Beuve, Ménonval, Neufchâtel-en-Bray, Neuville-Ferrières, Sainte-Beuve-en-Rivière, Vatierville és Villers-sous-Foucarmont községekkel határos.

## Népesség
A település népessége az elmúlt években az alábbi módon változott:
| Lakosok száma | 189  | 193  | 205  | 207  | 217  | 218  | 219  | 222  | 226  |
|               | 2013 | 2015 | 2016 | 2017 | 2018 | 2019 | 2020 | 2021 | 2022 |